# HMNZS Leander
A HMNZS Leander az Új-zélandi Királyi Haditengerészet egyik Leander osztályú könnyűcirkálója volt a második világháború ideje alatt. A kezdetben HMS Leander nevű hajó volt a Leander könnyűcirkáló-osztály névadó hajója.

## Története
A Leandert 1929. július 13-án bocsátották vízre a Davenport Tengerészeti Támaszponton. A hajó 1931. július 23-án HMS Leander néven állt hadrendbe a Brit Királyi Haditengerészetnél. A HMS Achilleshez hasonlóan, a  Leander is a Királyi Haditengerészet Új-Zélandi Hadosztályában teljesített szolgálatot.
1941-ben a Királyi Haditengerészet Új-Zélandi Hadosztályából alakult ki az Új-zélandi Királyi Haditengerészet. A Leander neve is ezután, 1941 szeptemberében változott HMS Leanderről, HMNZS Leanderré.
A második világháború elején a Leander a Csendes- és Indiai-óceánon teljesített szolgálatot. 1941. február 27-én a könnyűcirkáló elsüllyesztette a Ramb I nevű olasz segédcirkálót a Maldív-szigeteknél. 1941. március 23-án a Leander észlelte, majd elfogta a Charles L.D. nevű, Vichy-Franciaország szolgálatában álló szállítóhajót az Indiai-óceánon, Mauritius és Madagaszkár között. Ezt követően a könnyűcirkáló a Földközi-tengeren szolgált, de 1943-ban visszatért a Csendes-óceánra.
1943. július 13-án a HMNZS Leander is tagja volt a Walden Lee Ainsworth ellentengernagy vezette 36. hajórajnak. A hajórajban tíz romboló, valamint három könnyűcirkáló volt, a HMNZS Leander, az USS Honolulu, és az USS St. Louis. Hajnali 1 órakor a szövetségesek hajói észlelték a Jintsu nevű japán könnyűcirkálót. A Jintsu, és a vele tartó öt romboló a Salamon-szigetek egyik szigeténél, Kolombangara-nál tartózkodott. Az ezt követő Kolombangara-i csatában a Jintsu elsüllyedt, de a szövetségesek cirkálói is megsérültek. A Leanderen olyan súlyos sérülések keletkeztek, hogy ezt követően már nem is tudott részt venni a háborúban.
1945-ben a hajót sikerült megjavítani, majd visszakerült a Brit Királyi Haditengerészethez. A Leandert 1950-ben bontották szét.

## Lásd még
- HMS Leander nevet viselő hajók listája.